# Bergungsort
Ein Bergungsort oder Bergungsraum im Sinne von Artikel 1 der Haager Konvention zum Schutz von Kulturgut bei bewaffneten Konflikten ist eine bauliche oder andere ortsfeste Einrichtung, in der im Falle eines Krieges oder bewaffneten Konflikts bewegliches Kulturgut in Sicherheit gebracht werden soll. Als bewegliches Kulturgut gelten dabei Gegenstände, die für das kulturelle Erbe der Völker von großer Bedeutung sind, wie beispielsweise Kunstwerke, Manuskripte, Bücher und andere Gegenstände von künstlerischem, historischem oder archäologischem Interesse, sowie Sammlungen und Archive von Reproduktionen solcher Gegenstände. Diese können durch die Einlagerung in einem Bergungsort oder Bergungsraum unter anderem vor herabfallenden Trümmern, Schäden durch Einwirkung von Feuer und Hitze, vor ionisierender Strahlung oder vor Feuchtigkeit geschützt werden. Bergungsorte und Bergungsräume sind somit zweckgebundene Schutzräume.

## Bauliche und technische Aspekte
Neben der baulichen Ausstattung unterscheiden sich Bergungsorte und Bergungsräume von Museen und Archiven hinsichtlich ihrer Nutzung dadurch, dass ihr alleiniger Zweck der Schutz des in ihnen verwahrten Kulturguts ist. Ein Zugang für die Öffentlichkeit ist deshalb in der Regel nicht vorgesehen. Obwohl Bergungsorte und Bergungsräume im Bedarfsfall während eines bewaffneten Konfliktes ad hoc angelegt werden können, werden einige dieser Einrichtungen bereits in Friedenszeiten errichtet und ausgestattet. Dies betrifft insbesondere Sammlungen von Reproduktionen von Kulturgütern.
Aufgrund der günstigen klimatischen Voraussetzungen für eine Langzeitlagerung und wegen der gut geschützten Lage werden Bergungsorte oft in stillgelegten Bergwerksstollen und vergleichbaren natürlichen unterirdischen Strukturen eingerichtet. Dezentrale Bergungsräume, die in der Nähe oder unmittelbar unterhalb von Museen, Bibliotheken oder Archiven bestehen, sind oft mit Klimatisierung, Lüftungs- und Filteranlagen sowie weiteren technischen Einrichtungen ausgestattet. Bergungsorte von herausragender Bedeutung können nach Artikel 8 der Haager Konvention zum Schutz von Kulturgut unter bestimmten Voraussetzungen unter den in diesem Abkommen vereinbarten Sonderschutz gestellt werden.

## Beispiele
Deutschland

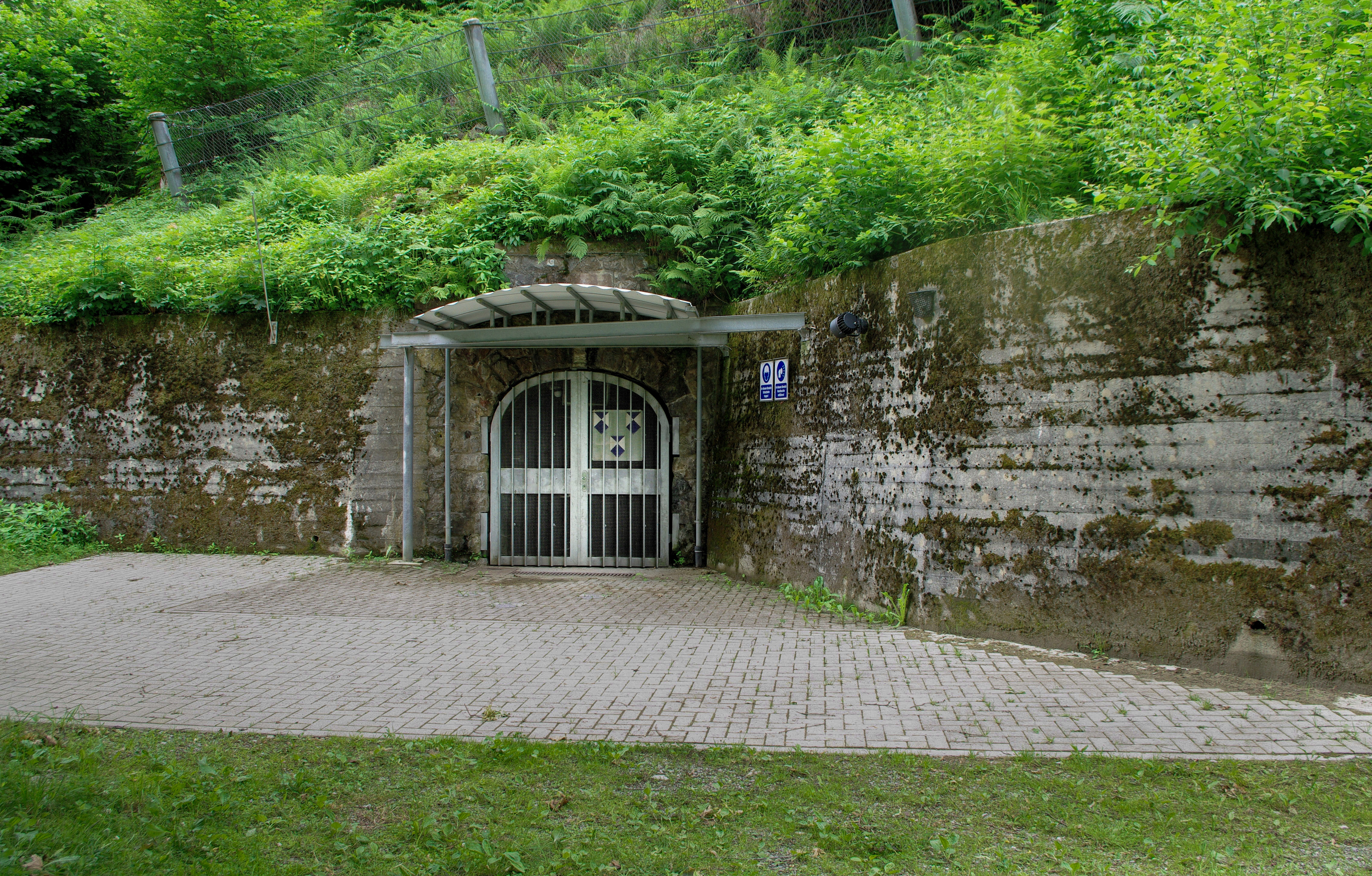
Der Eingang des Barbarastollens (2009)

Der Barbarastollen bei Oberried in der Nähe von Freiburg im Breisgau ist der „Zentrale Bergungsort der Bundesrepublik Deutschland“ zur Langzeiteinlagerung von Archivalien mit hoher national- oder kulturhistorischer Bedeutung. Dezentrale Bergungsräume existieren in Deutschland beispielsweise in Aachen zur Sicherung des Domschatzes, im Deutschen Ledermuseum in Offenbach am Main, in der Neuen Pinakothek in München, in einigen Berliner Museen und in der Deutschen Nationalbibliothek in Frankfurt am Main.
Österreich
- Bergungsort Salzbergwerk Altaussee, für bewegliche Kulturgüter im Zweiten Weltkrieg